# Eriocaulon heterolepis
Eriocaulon heterolepis là một loài thực vật có hoa trong họ Cỏ dùi trống. Loài này được Steud. mô tả khoa học đầu tiên năm 1855.